# Frank Carter & The Rattlesnakes
Frank Carter & The Rattlesnakes são uma banda inglesa de hardcore punk, formada em 2015 pelo ex-integrante do Gallows e Pure Love, o vocalista Frank Carter. A banda é um retorno de Carter para o hardcore, ao contrário do rock alternativo de Pure Love. Eles lançaram um EP em Maio de 2015 chamado Rotten, e seu álbum de estreia Blosson pela gravadora Kobalt Label Services em agosto de 2015. O segundo álbum de estúdio é Modern Ruin. O quarto, Sticky, foi eleito pela Loudwire como o 44º melhor álbum de rock/metal de 2021.

## Integrantes

### Formação atual

#### Membros
- Frank Carter – vocais (2015–presente)
- Dean Richardson – guitarras (2015–presente)

#### Membros de turnê
- Tom 'Tanque' Barclay – baixo (2016–presente)
- Gareth Grover – bateria (2016–presente)
- Elliot "El" Russell – guitarra, teclado, sintetizador, backing vocals (2019–presente)

### Ex-integrantes
- Memby Jago – bateria (2015-2016)
- Thomas Mitchener – baixo (2015-2016)

## Discografia

### Álbuns de estúdio
| Título           | Detalhes do álbum | Pico do gráfico de posições | Pico do gráfico de posições |
| Título           | Detalhes do álbum | Reino UNIDO                 | AUSTRÁLIA                   |
| ---------------- | --- | --------------------------- | --------------------------- |
| Blosson          | - Lançado Em: 14 de agosto de 2015 - Gravadora: International Death Cult - Formatos: LP, CD, download digital                  | 18                          | 81                          |
| Modern Ruin      | - Lançado Em: 20 de janeiro de 2017 - Gravadora: International Death Cult - Formatos: LP, CD, download digital                 | 7                           | -                           |
| End of Suffering | - Lançado Em: 3 de maio de 2019 - Gravadora: International Death Cult - Formatos: LP, CD, download digital e fita cassette     | 4                           | -                           |
| Sticky           | - Lançado Em: 15 de outubro de 2021 - Gravadora: International Death Cult - Formatos: LP, CD, download digital e fita cassette | 8                           | -                           |
| Dark Rainbow     | - Lançado Em: 26 de janeiro de 2024 - Gravadora: International Death Cult - Formatos: LP, CD, download digital e fita cassette | 10                          | -                           |

### EPs
- Rotten (2015)
- Loss (2016)
- EOS_REMIXES_001 (2020)